# هاري هاميل
هاري هاميل (بالإنجليزية: Harry Hamill)‏ هو لاعب دوري الرغبي أسترالي، ولد في 1879، وتوفي في 19 ديسمبر 1947.